# Homonimia (taksonomia)
Homonimia – w taksonomii identyczne nazwy naukowe (np. Festuca incrassata L. i Festuca incrassata Salzm. ex Lois.) odnoszące się do różnych taksonów. Zgodnie z przyjętymi zasadami nomenklatorycznymi później utworzone nazwy homonimiczne są nieuprawnione (stają się synonimami dla nazw poprawnych, mających oryginalne, niezdublowane brzmienie).
W polskiej florze przykładem homonimu jest naukowa nazwa turzycy bladozielonej Carex pallens (Fristedt) Harmaja. Autor tej nazwy (Harri Harmaja) nadał ją w 1986 roku. Nazwa się przyjęła i wpisana została m.in. do Krytycznej listy roślin naczyniowych Polski. W 2005 roku Harri Harmaja przyznał jednak, że nazwa Carex pallens została po raz pierwszy użyta w Chinach przez Z.P. Wanga w 1962 roku, (dla innego, niespokrewnionego taksonu). Nazwa późniejsza jako homonim stała się nieważna i Harmaja opublikował nową nazwę naukową Carex pallidula.